# Curtiss PW-8
Das Muster Curtiss PW-8 geht zurück auf ein 1922 in Eigeninitiative des Herstellers Curtiss Aeroplane and Motor Company Incorporated entwickeltes Doppeldecker-Kampfflugzeug mit der ursprünglichen Bezeichnung Curtiss L-18-1 (spätere Bezeichnung: Curtiss Model 33). Das gewählte Namenskürzel PW dient hierbei als Kennzeichen der geplanten Verwendung der Maschine als Verfolger (Pursuit) und der Art der Motorkühlung (Water cooled).
Bei der Curtiss PW-8 handelte es sich um eine Mischung aus alten und neuen Konstruktionsdetails. Neben den zweistieligen Tragflächen aus Holz wurde ein moderner Metallrumpf und ein Kühler auf den oberen Tragflügeln verwendet. Die Variante Curtiss XPW-8B bildete die Ausgangsbasis für das erfolgreiche Curtiss P-1 Hawk Jagdflugzeug des U.S. Army Air Corps.

## Entwicklung
Der erste Prototyp XPW-8 wurde Ende 1922 gebaut. Der Erstflug fand im Januar 1923 statt. Im April 1923 wurde dieser Prototyp vom U.S. Army Air Corps gekauft. Diesem Kauf folgten zwei weitere, wobei der zweite hergestellte Prototyp über eine verbesserte Stromlinienform und über ein modifiziertes Fahrwerk verfügte.
Die allgemein verbesserte Leistung führte am 25. September 1923 zu einem Produktionsauftrag über 25 Exemplare.
Der dritte Prototyp wurde weiter modifiziert und erhielt neue einstielige Flügel. Diese Maschine mit der Bezeichnung XPW-8A (Curtiss Model 34) wurde kurzzeitig mit einem neuen Kühler auf dem Flügelmittelstück der oberen Tragflügel getestet, bevor dieser schließlich durch einen Kühler im Bug ersetzt wurde. Nach der Auslieferung und dem anschließenden Einsatz beim Pulitzer Trophy Air Race 1924 erhielt dieser Prototyp mit neuen trapezförmigen Flügeln die Bezeichnung XPW-8B.

## Einsatz
Am 23. Juni 1924 absolvierte Lieutenant Russel L. Maughan mit einem frühen Serienexemplar der Curtiss PW-8 den ersten Nachtflug über den USA.
Der Prototyp Curtiss XPW-8A belegte den 3. Platz beim Pulitzer-Rennen 1924.

## Varianten
- XPW-8:		Bezeichnung der ersten beiden Prototypen
- XPW-8A:	Dritter Prototyp mit modifizierten Flügeln und Bug-Motorkühler
- XPW-8B:	Mit trapezförmigen Flügeln umgebauter Prototyp XPW-8A. Ausgangsbasis für Curtiss P-1 Hawk
- PW-8:		Bezeichnung der Serienversion

## Technische Daten
| Kenngröße             | Daten                                         |
| --------------------- | --------------------------------------------- |
| Typ                   | einsitziger Kampfdoppeldecker                 |
| Triebwerk             | 1 × Reihenmotor Curtiss D-12, 440 PS (324 kW) |
| Höchstgeschwindigkeit | 275 km/h in Meereshöhe                        |
| Dienstgipfelhöhe      | 6205 m                                        |
| Reichweite            | 875 km                                        |
| Leermasse             | 991 kg                                        |
| max. Startmasse       | 1431 kg                                       |
| Spannweite            | 9,75 m                                        |
| Länge                 | 7,03 m                                        |
| Höhe                  | 2,76 m                                        |
| Bewaffnung            | 2 × 7,62-mm-Maschinengewehre                  |